# تويست (فلم)
تويست هو فيلم درامي بريطاني صدر عام 2021 من إخراج مارتن أوين وشارك في إنتاجه نويل كلارك وجيسون مازا. الفيلم عن رواية تشارلز ديكنز عام 1838، أوليفر تويست. الفيلم من بطولة رافيرتي لو و مايكل كين ولينا هيدي وريتا أورا. صدر الفيلم في 29 يناير 2021.

## طاقم التمثيل
- رافرتي لو بدور أوليفر تويست
- مايكل كين في دور فاجن
- لينا هيدي بدور سايكس
- ريتا أورا في دور دودج
- نويل كلارك في دور براونلو
- فرانز درامي في دور باتيسي
- صوفي سيمنيت في دور أحمر
- ديفيد والامز في دور لوسبيرن
- جايسون مازا في دور بيدوين